# Pietro d'Abano
Pedro de Abano (Abano Terme, 1250 — Parma, 1315) foi um filósofo, médico e astrólogo italiano, professor de medicina, filosofia e astrologia na Universidade de Paris e, a partir de 1306, na Universidade de Pádua; além disso, ele é considerado o primeiro representante do aristotelismo de Pádua.

## Biografia
Amigo de Marco Polo, viveu por um longo tempo em Constantinopla, onde aprendeu grego e árabe, o que lhe permitiu estudar os textos de Galeno, Avicena e Averróis sem necessidade de traduções. Também foi o autor de várias traduções de textos científicos gregos e árabes para o Latim, de autores como Aristóteles, Alexandre de Afrodísias, Galeno e Dioscórides. Além disso, revisou a tradução de obras de Abraão ibn Ezra. Foi autor de "Conciliator Differentiarum, quæ inter Philosophos et Medicos Versantur".

## Obras

Conciliator differentiarum philosophorum et precipue medicorum

- Trattati di Astronomia: Lucidator dubitabilium astronomiae. Ed. Alberto de Vivo. 1990
- Il trattato "De venensis". Commentato ed illustrato da Alberico. 1949.